# 圣灵堂 (海德堡)

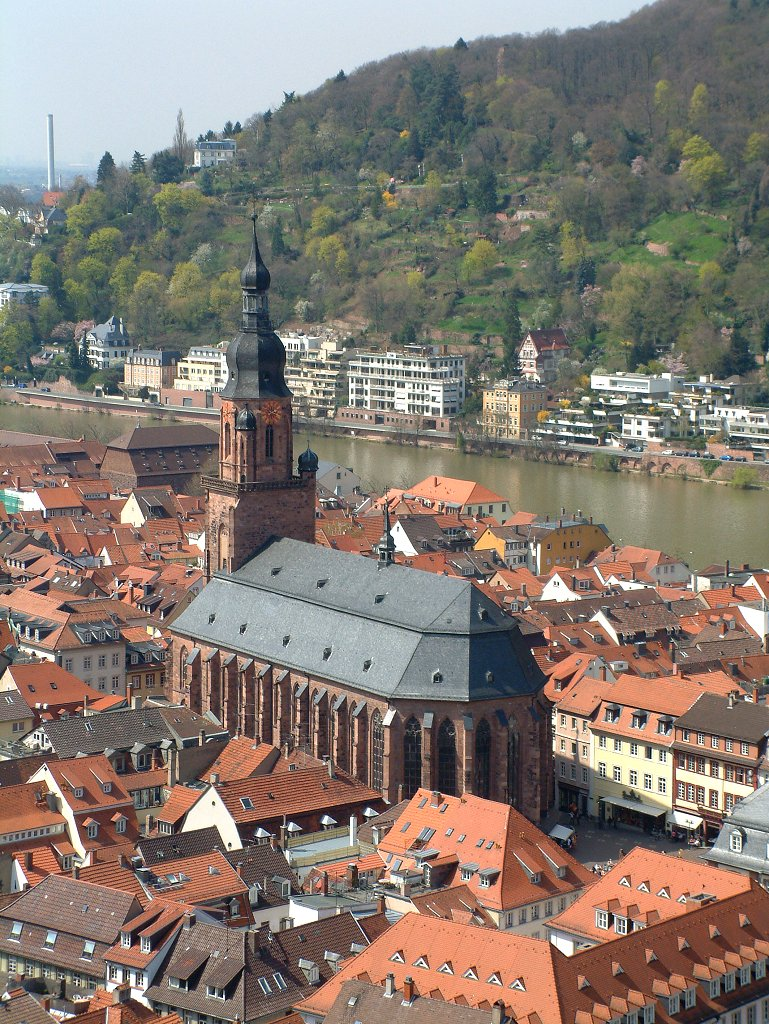

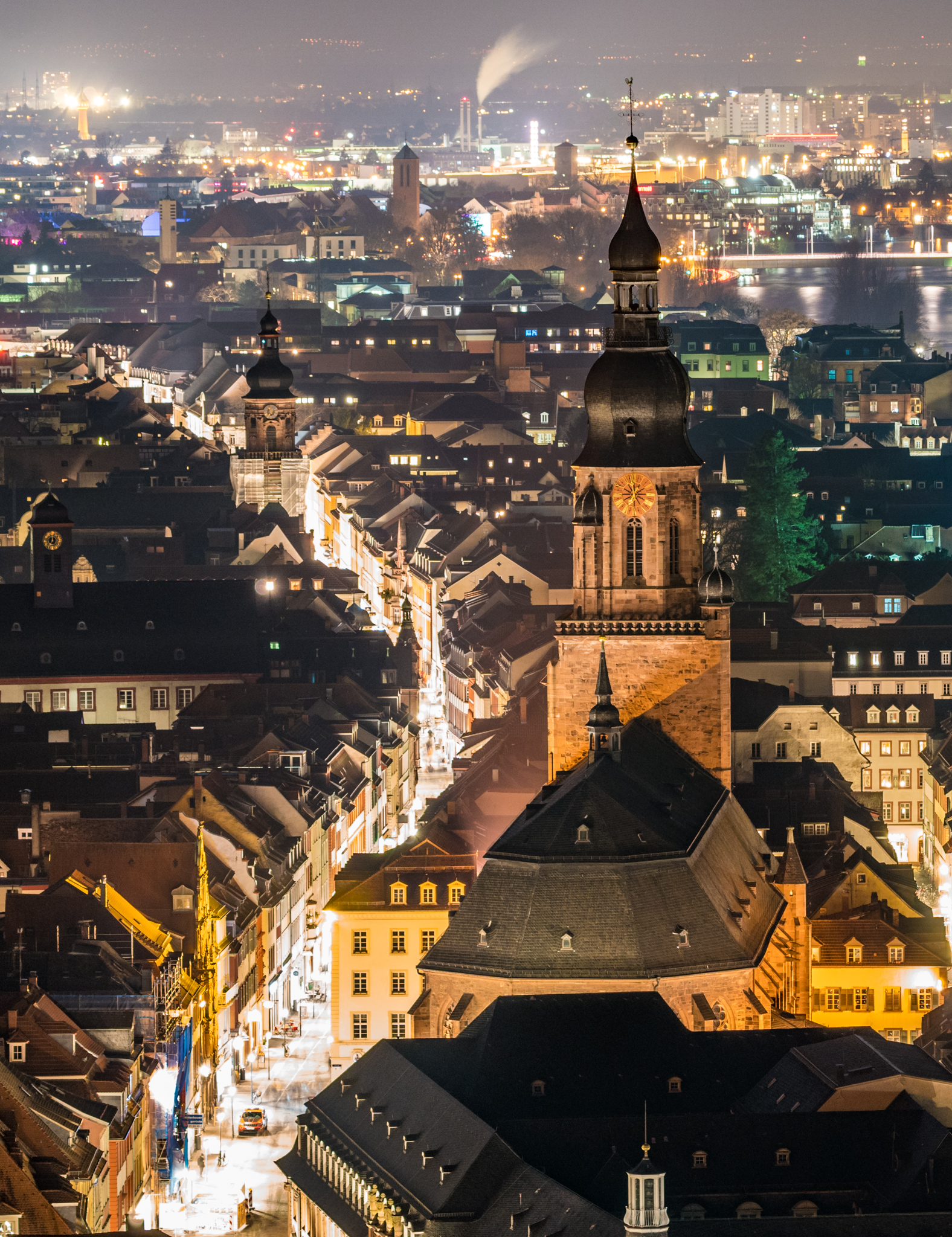

圣灵堂（德語：Heiliggeistkirche）是德国海德堡最有名的教堂，位于海德堡老城中心，距离海德堡城堡不远。教堂的尖顶主宰该市的天际线。
该堂的建设历时150年。唱诗班席完成于1411年，钟楼完成于1544年。在14世纪，圣灵堂代替圣彼得堂的堂区，后者成为海德堡大学的大学教堂。
在历史上，该堂曾被天主教和新教轮流或同时使用。1706年开始，堂内安装分隔，这样不受干扰各自举行自己的礼拜。1936年，分隔被拆除，该堂完全归属新教的巴登福音教会。

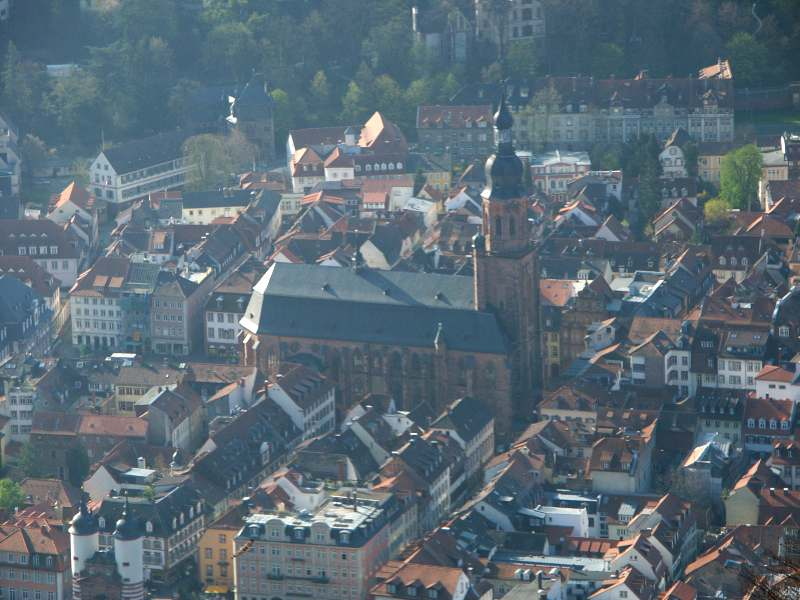
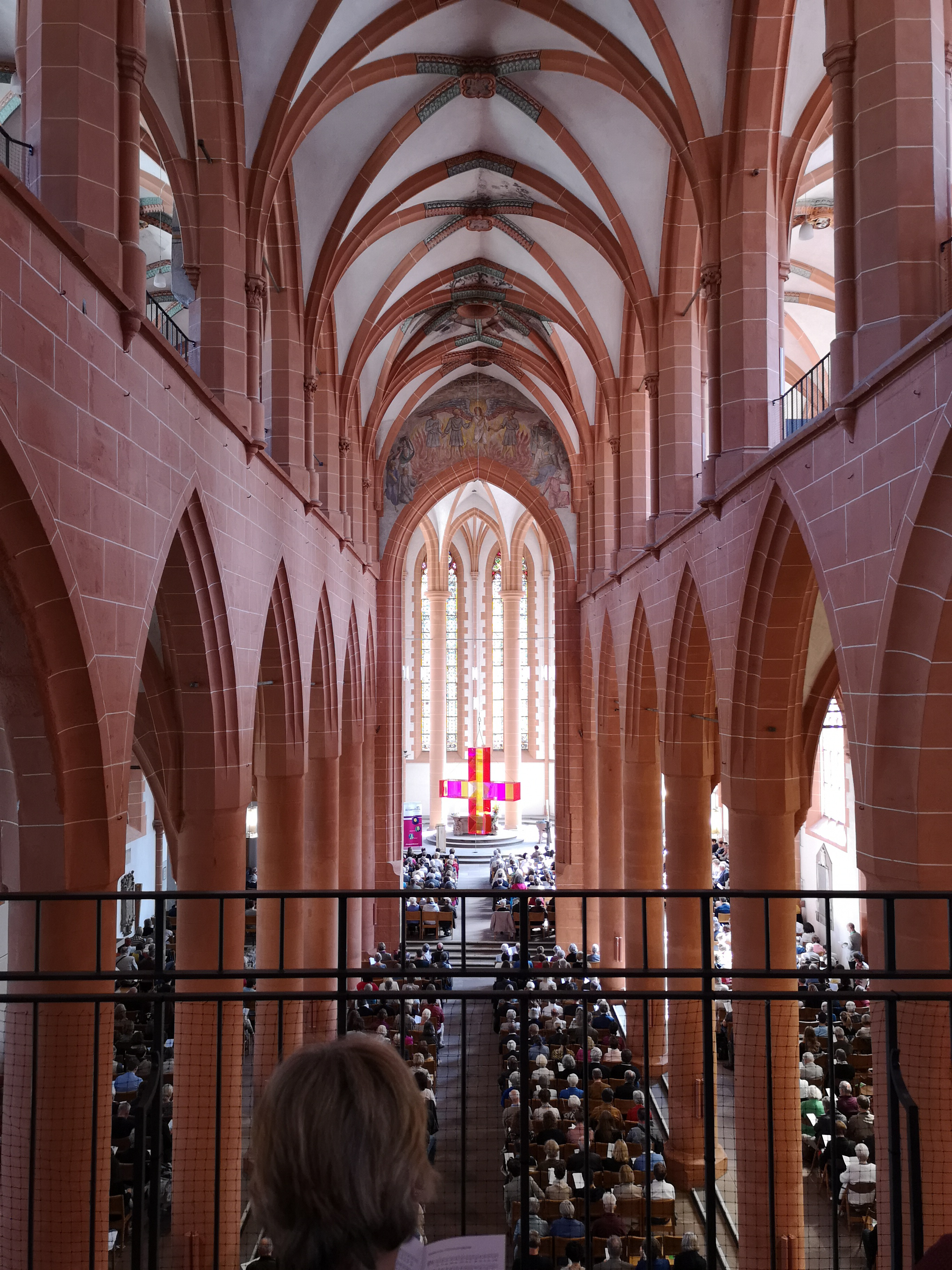
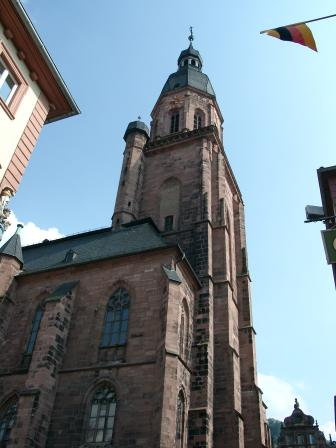
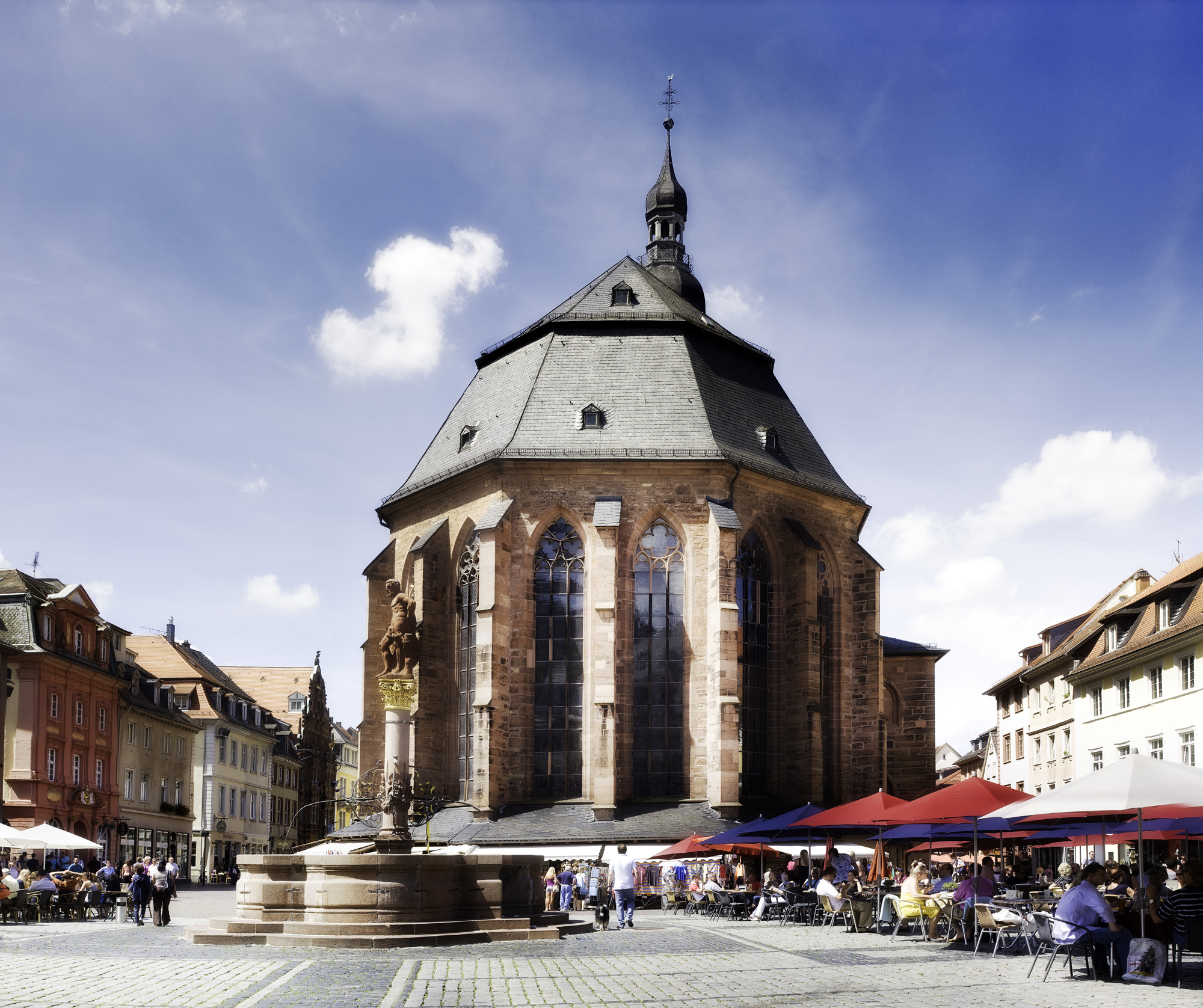
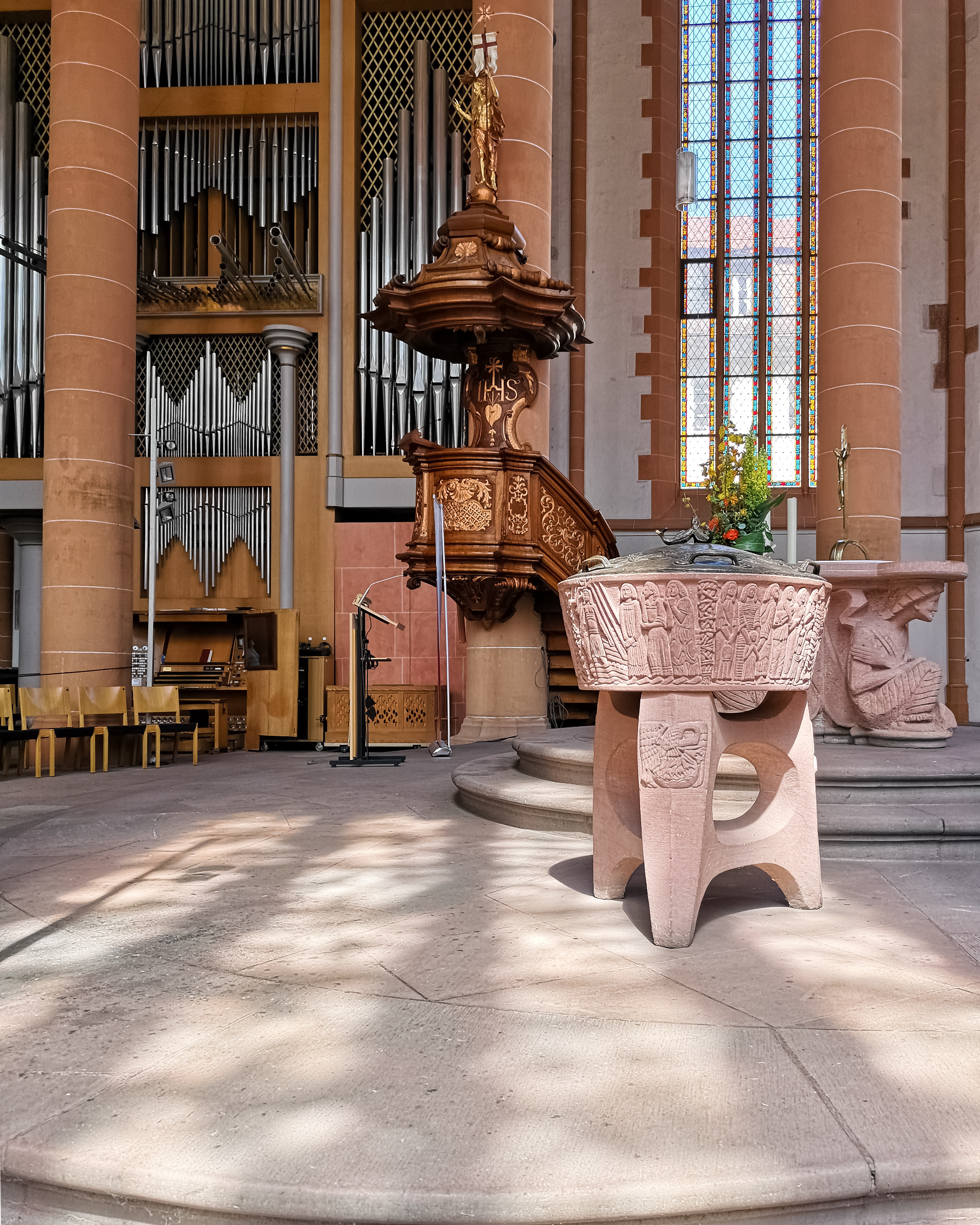
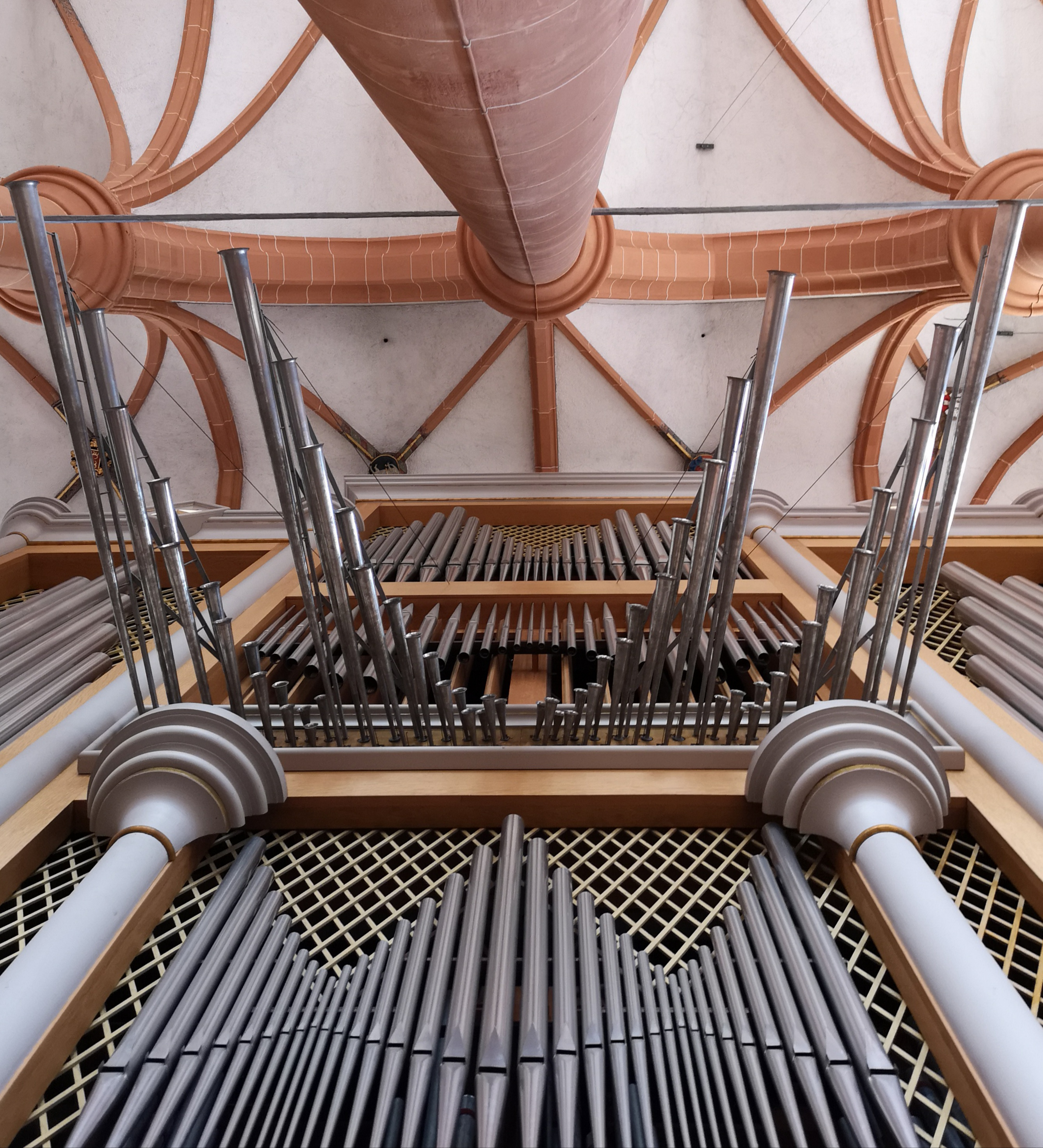